# James Cameron
James Francis Cameron (Kapuskasing, 16 agosto 1954) è un regista, sceneggiatore, produttore cinematografico e montatore canadese.

Firma di James Cameron

Diventato noto a metà degli anni ottanta con il film Terminator, ha diretto ad oggi nove lungometraggi per il cinema, tre dei quali, Avatar, Avatar - La via dell'acqua e Titanic, sono rispettivamente il primo, il terzo e il quarto film di maggiore incasso della storia del cinema. I suoi lavori da regista hanno incassato complessivamente 5,2 miliardi di dollari (1,5 miliardi di dollari negli Stati Uniti e altri 3,68 miliardi di dollari nel resto del mondo), posizionandosi, così, al secondo posto tra i registi con maggiori incassi nella storia del cinema. Parallelamente all'attività di cineasta, Cameron si è cimentato nella produzione di documentari e in seguito nell'ideazione e nella realizzazione di nuove tecnologie cinematografiche. Cameron ha anche contribuito alla realizzazione di riprese sottomarine, allo sviluppo della computer grafica e del cinema tridimensionale.
Cameron è inoltre il fondatore della Lightstorm Entertainment, società di produzione cinematografica indipendente.

## Biografia

### Gli inizi
Figlio di un ingegnere, si trasferisce negli Stati Uniti nel 1971. Ha studiato fisica, senza conseguire la laurea. Dedito agli interessi più disparati, vide nel cinema una sorta di medium in grado di permettergli di sfruttare e approfondire tutte le sue passioni. Uno dei suoi film preferiti è Guerre stellari, che alla sua uscita lo convince definitivamente a dedicarsi al cinema.
Nel 1978 gira la sua prima opera in assoluto, il cortometraggio Xenogenesis, finanziato da un consorzio di dentisti californiani, che approvano un suo soggetto fantascientifico sull'onda del successo di Guerre stellari. Inizia a lavorare come tecnico degli effetti speciali nell'équipe di Roger Corman in I magnifici sette nello spazio (1980), collaborando poi a 1997: Fuga da New York (1981) e Il pianeta del terrore (1981), per il quale è co-creatore delle scenografie e regista delle seconde unità.
Debutta alla regia cinematografica con il sequel dell'horror di Joe Dante Piraña (1978): si tratta di Piraña paura del 1981, un film a basso costo prodotto in Italia, dove si usava produrre sequel dei successi horror statunitensi (altri esempi sono Alien 2 sulla Terra e Zombi 2) per sfruttare il traino commerciale dell'originale primo episodio. Il suo ruolo di regista sul set però durò poco: Come si legge nel giornale on-line Everyeye la sua scarsa esperienza non lo assisté al momento di affrontare le difficoltose riprese in acqua. Venne dunque licenziato a metà produzione e relegato al ruolo di aiuto regista, mentre di dirigere il film s'incaricò il produttore stesso della pellicola. Il film venne ignorato da critica e pubblico.
Terminate le riprese, Cameron contrasse un'intossicazione alimentare e fu ricoverato in ospedale. Cameron sostiene che in una notte di malessere ebbe un incubo in cui c'erano in nuce le immagini di Terminator, che gli ispirarono la trama di questo suo primo successo.

### Terminator(1984)

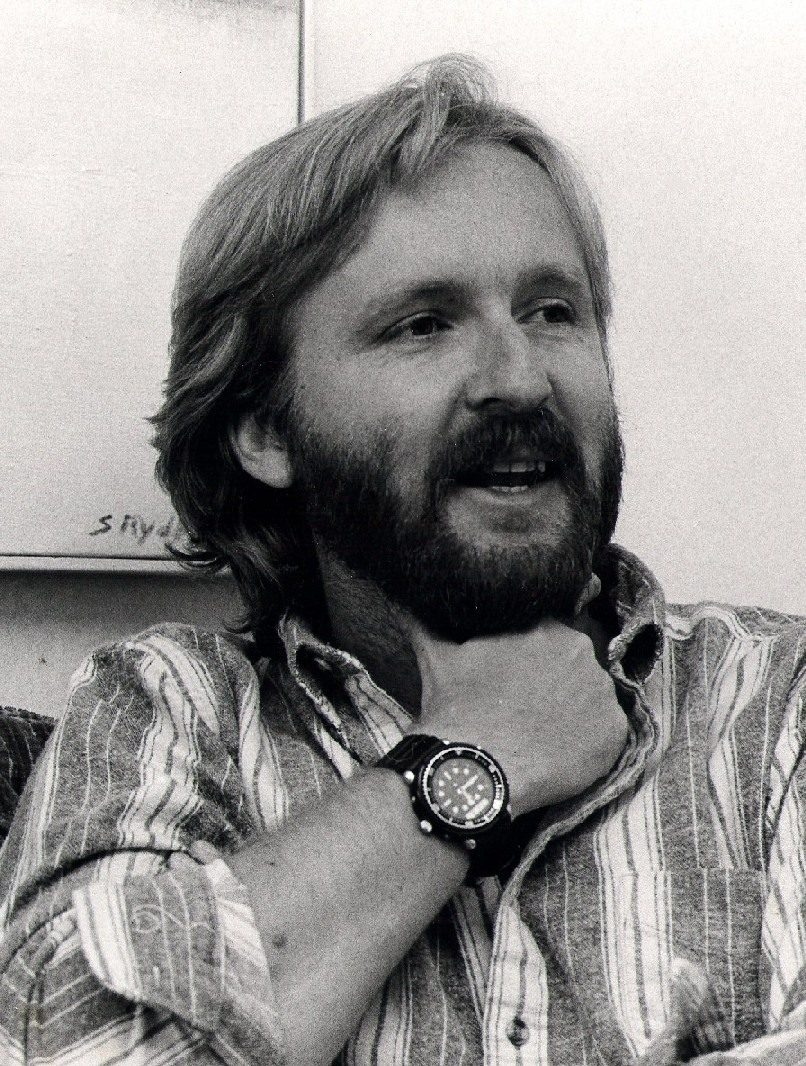
James Cameron nel 1986.

Nel 1984 Cameron dà vita ad un suo soggetto, Terminator, un thriller di fantascienza percorso da inquietudine apocalittica e tecnologia frastornante, che ottiene un incredibile successo di pubblico, dà notorietà internazionale al regista e consolida la fama come attore cinematografico di Arnold Schwarzenegger.

### Anni 1980-1990
Nel 1985 scrive la sceneggiatura per Rambo 2 - La vendetta ma il suo testo verrà semplificato dal protagonista Sylvester Stallone, per questo ottiene quindi il Razzie Award alla peggior sceneggiatura insieme a Stallone e a Kevin Jarre. Il 1º settembre 1985, quando la spedizione organizzata da Robert Ballard trova il relitto del RMS Titanic, celebre transatlantico britannico affondato il 15 aprile 1912, Cameron inizia ad interessarsi di tale argomento.
La sua filmografia continua con Aliens - Scontro finale (1986), secondo capitolo del filone misto fantascienza-horror inaugurato da Ridley Scott. Nel 1987 la moglie Gale Anne Hurd gli chiede di riscrivere (non accreditato) la sceneggiatura per il film Alien Nation: nazione di alieni (1988), da lei prodotto. La pellicola vince il Saturn Award come miglior film di fantascienza. 
A questo periodo risalgono i primi appunti riguardo al progetto di trarre un film dalla storia del Titanic. Nell'esposizione  al Palais des festivals de Cannes dell'estate del 2025, L'art de James Cameron, vi è un settore della filmografia di Cameron molto legata al mondo del mare nonché connessa alla difesa dell'ecologia e, come si legge in una presentazione pubblicata su Nice-Matin il 12 luglio, i film in questione sono Titanic, The Abyss, Avatar. Di queste tre opere maggiori l'esposizione presenta numerosi schizzi e disegni, taccuini con note, scenografie, bozzetti di costumi, elementi decorativi, accessori, sculture, modelli, che hanno germinato nella sua mente nel corso degli anni. Tra questi il disegno, presente nella mostra, che si riferisce alla scena della mano inquadrata attribuita a Leonardo Di Caprio che disegna Rosa, ma che in realtà, come è svelato nell'articolo, è quella dello stesso Cameron.
Il successivo e difficoltoso The Abyss (1989), vicenda sottomarina dell'incontro di extra-terrestri subacquei, ottiene scarso successo. Sarà rivalutato negli anni successivi dalla critica.
Nel 1991 arriva il sequel del film che lo aveva reso celebre: Terminator 2 - Il giorno del giudizio, che ottiene un elevato successo. Mentre lavorava al film la nuova moglie, Kathryn Bigelow, gli chiese di riscrivere la sceneggiatura di Point Break - Punto di rottura (1991), di cui era la regista e Cameron il produttore esecutivo.
Nel 1991 comincia a pianificare una propria realizzazione di Spider-Man, personaggio dei fumetti Marvel. Cameron scrisse la sceneggiatura ma il suo progetto Spider Man naufragò a causa di inestricabili problemi di diritti. Il regista si disse molto deluso da come andarono effettivamente le cose.
Nel 1994 è la volta di True Lies, ironica storia d'amore e di spionaggio alla James Bond; si tratta del terzo film dell'accoppiata Cameron-Schwarzenegger, nonché il primo ad aver superato i 100 milioni $ di budget. I risultati comunque sono inferiori a quelli ottenuti in precedenza dai suoi film e per molti, in particolare per la critica, il film poteva essere sviluppato in maniera migliore. Nel frattempo comincia l'organizzazione per la produzione del film più visto della storia del cinema. A questo periodo (1995) risalgono i primi appunti su un ulteriore progetto fantascientifico ispirato ai romanzi su John Carter di Marte, un progetto da cui avrà origine, quattordici anni dopo, il film Avatar.

### Titanic(1997)
Dopo aver prodotto e sceneggiato Strange Days (1995), diretto da Kathryn Bigelow (sua moglie dal 1989 al 1991), nel 1997 dà alla luce Titanic, il film più costoso mai realizzato fino ad allora (200 milioni di dollari di budget più altri 85 spesi per la promozione), che con 1,8 miliardi $ di incassi diventa, all'epoca, il film col maggior incasso nella storia del cinema (record superato prima nel 2010 da Avatar, sempre di Cameron, e successivamente nel 2019 da Avengers: Endgame, dei fratelli Russo), incassando il doppio di quanto aveva accumulato Jurassic Park. Ha ricevuto 14 candidature all'Oscar, al pari di Eva contro Eva (1950), e ne ha vinti undici, primato detenuto insieme a Ben-Hur (1959) e Il Signore degli Anelli - Il ritorno del re (2003). Titanic è una melodrammatica storia d'amore sullo sfondo del tragico affondamento della nave più grande, lussuosa e tecnologica della sua epoca.
Il film è stato successivamente convertito in 3D e ridistribuito nelle sale il 15 aprile 2012, ad un secolo esatto dalla tragedia del transatlantico. Per l'occasione Cameron ha affermato: «non sarà bello come un film girato completamente in 3D, ovviamente; dovete pensare piuttosto ad una sorta di 2.8D».

### Documentari
Dopo Titanic, Cameron si dedica soprattutto ai documentari: nel 2002 collabora con Discovery Channel ed Andrew Wight ad una spettacolare spedizione subacquea alla scoperta del relitto della corazzata tedesca Bismarck, realizzando un documentario che verrà pubblicato in Italia con il nome di Affondate la Bismarck; Ghosts of the Abyss (2003) parla del tragico affondamento del Titanic; in Aliens of the Deep (2005) il regista assieme ad un gruppo di scienziati della NASA esplora una catena montuosa sottomarina, la Dorsale Medio-Atlantica, dove vivono alcune delle forme viventi più rare del pianeta; The Lost Tomb of Jesus (2007) parla della Tomba di Talpiot, presunto sepolcro di Gesù.

### Avatar(2009)

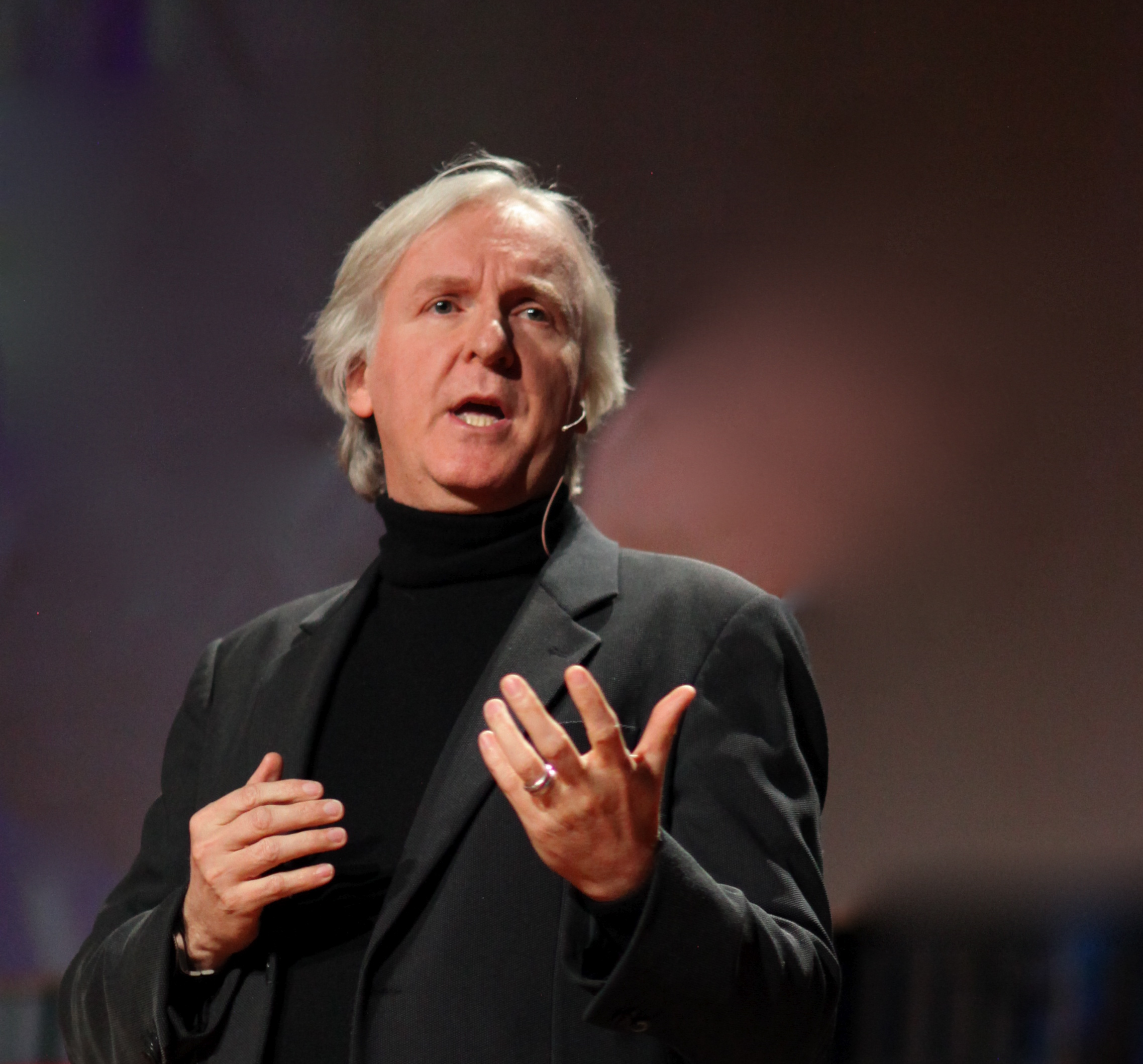
James Cameron nel 2010

A fine 2009 è uscito nelle sale cinematografiche Avatar, un film che introduce nel mondo del cinema nuove tecnologie visive. Gli innovativi effetti speciali sono stati creati dalla società neozelandese Weta Digital, nota per la trilogia de Il Signore degli Anelli di Peter Jackson, fondata, tra gli altri, da Peter Jackson stesso. Il film è stato il primo ad essere girato in 3D Fusion Camera, un tipo di cinepresa digitale ad alta definizione 3D alla quale Cameron stesso, insieme a Vince Pace e Rob Legato, ha dedicato 6 anni di sviluppo. Da quando ha avuto modo di sperimentare il 3D ad alta definizione per i documentari, Cameron ha affermato che non avrebbe mai più girato film con la pellicola cinematografica tradizionale. Il film incassò 2789958507 $, diventando il maggior incasso nella storia del cinema, venendo superato 10 anni più tardi dal film Avengers: Endgame, diretto dai Fratelli Russo, uscito nel 2019 e distribuito dalla Disney, che incassò 2797800564 $. Il 13 marzo 2021, Avatar in seguito a una nuova distribuzione nelle sale cinematografiche cinesi è tornato in cima alla classifica con 2802013640 $.
Nell'ottobre 2010 Cameron aveva dichiarato di aver firmato con la Fox un contratto per girare altri due capitoli di Avatar, la cui uscita nelle sale era programmata per dicembre 2014 e dicembre 2015. Entrambi i sequel si sarebbero prodotti come il primo film dalla Lightstorm Entertainment dello stesso Cameron, in partnership con la 20th Century Fox.
Nel 2011, la Disney ha firmato un contratto sulla costruzione di una grande area tematica sul film Avatar nel parco Disney's Animal Kingdom, parte del complesso di Walt Disney World Resort in Florida.
Sempre nel 2011 si aggiunge ai sequel un quarto capitolo, programmato per il 2016, con l'intenzione di Cameron di farne uscire uno all'anno. I 3 sequel però subiscono numerosi slittamenti: Avatar 2 viene posticipato al dicembre 2015, e così Avatar 3 passa al dicembre 2016 e il 4° al dicembre 2017; poi nel 2013 slittano ancora tutti di un anno e nel 2014 di un altro anno ancora, così da avere: Avatar 2 per Natale 2017, Avatar 3 per Natale 2018 e Avatar 4 per Natale 2019. Il 23 gennaio 2016 Avatar 2 viene nuovamente posticipato: non uscirà più a Natale 2017 (pertanto anche Avatar 3 e Avatar 4 slittano, dato che usciranno con la cadenza di un anno l'uno dall'altro), ma probabilmente nell'estate 2018, nonostante venga messo "in pending", ovvero senza una data d'uscita precisa. Nel 2016 annuncia la realizzazione di un quinto film della saga.
Nel mese di settembre 2017, dopo anni di posticipazioni, sono partite ufficialmente le riprese dei quattro sequel di Avatar. È stato annunciato che Avatar - La via dell'acqua, Avatar 3, Avatar 4 e Avatar 5, usciranno al cinema rispettivamente, nel dicembre 2022, nel dicembre 2024, nel dicembre 2026 e nel dicembre 2028, alternati dalla saga dei nuovi "Star Wars". Il budget complessivo dei quattro film si aggira attorno al miliardo di dollari.

### Collaborazioni
È stato collegato, in qualità di produttore, all'adattamento cinematografico del romanzo Le montagne della follia di H.P. Lovecraft. Il film, che doveva essere diretto da Guillermo del Toro ed interpretato da Tom Cruise, è stato cancellato nel 2011.
Nel 2015, dopo anni di sviluppo, annuncia la realizzazione del film Alita - Angelo della battaglia. Il film, di cui doveva essere originariamente regista, produttore e sceneggiatore, è stato diretto da Robert Rodriguez ed è uscito nel 2019, avendo visto Cameron impegnato come produttore e sceneggiatore.

## Vita privata
Cameron si è sposato cinque volte e ha avuto quattro figli. Il primo matrimonio è avvenuto nel 1976 con Sharon Williams, il secondo nel 1985 con la produttrice Gale Anne Hurd, il terzo nel 1989 con la regista Kathryn Bigelow, il quarto dal 1997 al 1999 con l'attrice Linda Hamilton. Da Hamilton ha avuto una figlia, Josephine Archer. Dal 2000 è sposato con l'attrice Suzy Amis, conosciuta sul set di Titanic, con la quale ha avuto tre figli.
Dal punto di vista religioso si definisce un ex agnostico divenuto ateo: nella biografia The Futurist di Rebecca Keegan afferma "ho giurato di uscire dall'agnosticismo, che ora chiamo ateismo codardo".
Ha una forte passione per il mondo marino, trasferita nei suoi film, e possiede una flotta subacquea di sottomarini compatti, piattaforme di esplorazione e robot marini da esplorazione, che vale circa 400 milioni di dollari.
Sempre in questo ambito, James Cameron è il primo uomo ad aver esplorato, in solitaria, il più profondo degli abissi conosciuti: il 26 marzo 2012 si è immerso con l'apposito batiscafo Deepsea Challenger, raggiungendo il fondo della Fossa delle Marianne, nell'Oceano Pacifico. Prima di lui solo l'equipaggio del batiscafo Trieste aveva raggiunto tale punto, nel gennaio del 1960.

## Critica
Avendo scritto e diretto alcuni tra i film più elaborati, costosi e di successo della storia del cinema, Cameron è ritenuto essere tra i più grandi registi e sceneggiatori di sempre. Jean-Claude Carrière ha notato un'evoluzione pregiudiziale del concetto di autore nato tra gli anni Cinquanta e Sessanta - il riconoscimento dell'inconfondibile marchio che contraddistingue un film - attualmente sostituito da un autocitazionismo compiaciuto: il regista che continua a rifare sé stesso. Le tematiche e le ossessioni per Tina Porcelli non bastano da sole: "la forza del cinema di Cameron sta proprio nella sua ricerca inesausta, nella contaminazione dei generi non più confinati in categorie definite". Aliens è infatti un horror fantascientifico che porta il film di guerra nello spazio; True Lies innesta la commedia nel filone catastrofico e Titanic fa della nave-effetto speciale la protagonista dell'epica.
Come già accennato, il regista ha un legame fondamentale con il mare, l'acqua, la luce e le macchine, che sono elementi chiave nella lettura dei suoi film. In essi si possono notare importanti scene con l'acqua (addirittura in True Lies, nel mare, si manifesta un'esplosione nucleare); l'acqua è una visione della realtà alternativa per lui, che vi ricostruisce la sua realtà e la rapporta a un mondo dove il liquido rappresenta un filtro, una nuova interpretazione per la realtà cosciente e visiva.
Tematicamente i film di Cameron sono dedicati all'esplorazione del rapporto tra l'uomo e la tecnologia, e paradossalmente tutta la tecnologia usata per crearli ha il compito di mostrare il lato pericoloso della tecnologia stessa: dalla guerra uomo-macchina della saga di Terminator, al corporativo che vuole utilizzare gli alieni di Aliens come arma biologica, al "più grande oggetto in movimento mai costruito nella storia dell'uomo" nel quale tutti nutrono enorme fiducia e che invece soccombe di fronte alla natura e si trasforma in una trappola mortale in Titanic.
Nelle interviste Cameron parla di rispetto per il pubblico, di regole dello spettacolo e di ricezione multilivello, dicendo di ritenere il film debba far pensare e riflettere ma che allo stesso tempo le sovrastrutture intellettuali non debbano mai spingere in secondo piano l'esperienza del piacere, l'impatto di catarsi quasi viscerale con quello che si guarda e che riappropria lo spettatore di un ruolo attivo di immaginazione, sperimentazione, creazione di significati.
Riguardo alla nuova distribuzione di Titanic, prevista per il 2012 e rielaborata per il 3D stereoscopico, varie critiche sono state mosse verso il regista, accusato di voler "lucrare su un film vecchio di 15 anni". Cameron ha però affermato che, essendo Titanic un film ancora molto amato e che sempre meno gente guarda i film nelle sale cinematografiche, riproporre la pellicola sarebbe «la strada da seguire se si vuole che il cinema torni a stare bene».
A James Cameron va anche riconosciuta la consulenza per la realizzazione di famosi personaggi cinematografici, tra cui Davy Jones.

## Attrazioni nel mondo
Molti film di James Cameron sono stati resi temi di attrazioni nel mondo. Terminator 2 è stato convertito in 3D per i parchi Universal Studios, Aliens nel parco Disney's Hollywood Studios e i film Titanic e Avatar verranno prossimamente inseriti in altri due parchi divertimenti.

### T2 3-D: Battle Across Time

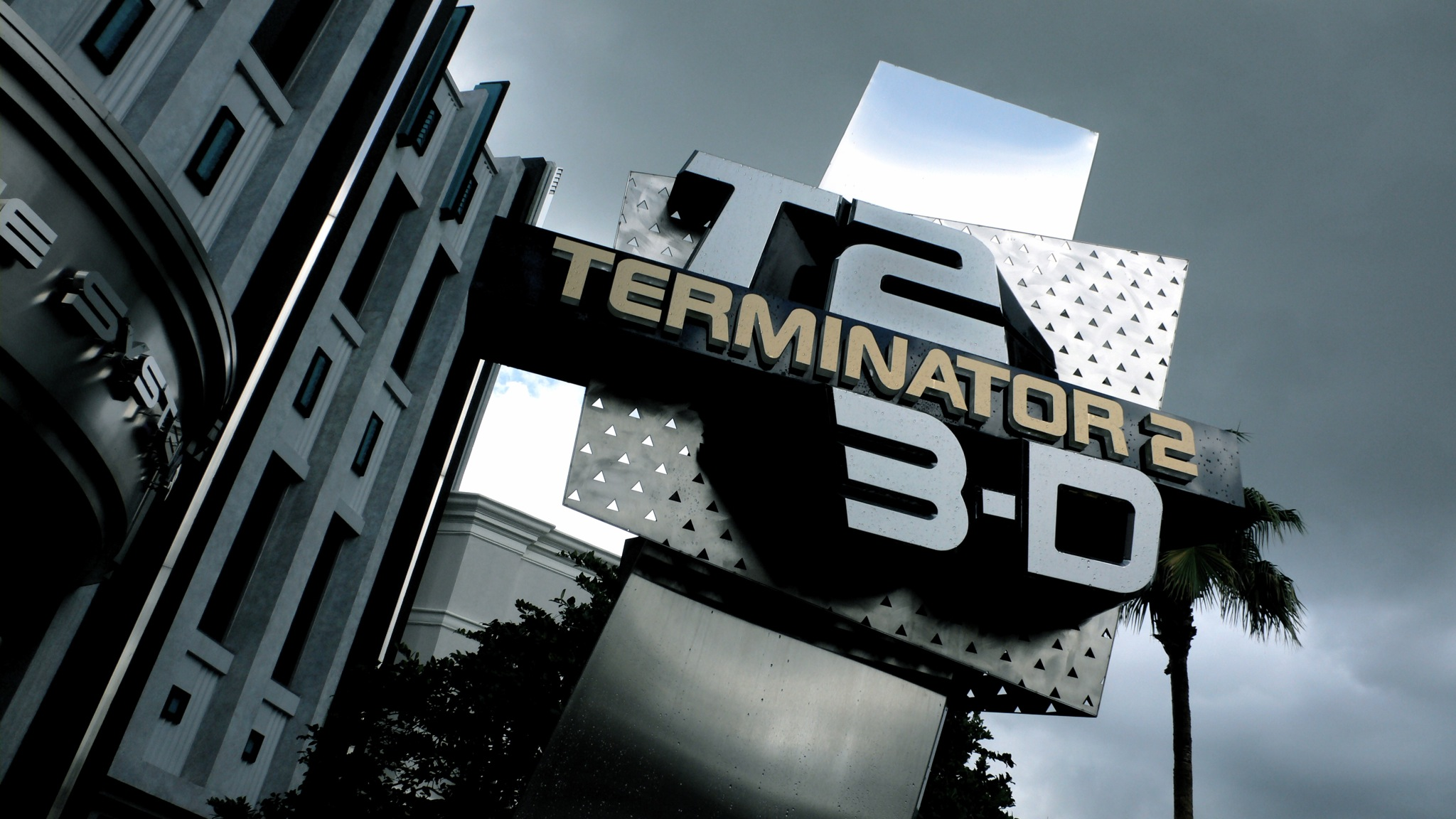
Visuale sull’ingresso di T2 3-D: Battle Across Time

È un'attrazione dei parchi tematici degli Universal Studios, con ex sedi agli Universal Studios Hollywood e Universal Orlando Resort. 
La versione agli Universal Studios Florida nel Universal Orlando Resort è stata inaugurata il 1 aprile 1996 e situata nell’area tematica Hollywood.
Ha avuto la sua performance finale l'8 ottobre 2017; lo spettacolo ha poi chiuso il 9 ottobre 2017. 
La versione dello spettacolo agli Universal Studios Hollywood è stata inaugurata il 6 maggio 1999 nell’area tematica Upper Lot.
Ha avuto la sua performance finale il 31 dicembre 2012; lo spettacolo ha poi chiuso il 1 gennaio 2013.
L’attrazione è ancora attiva agli Universal Studios Japan dove è stata inaugurata nel 2001 ed è situata nell’area tematica New York City.
L'attrazione è un mini-sequel di Terminator 2 - Il giorno del giudizio e riunisce il regista James Cameron e il cast principale del film, tra cui Arnold Schwarzenegger come Terminator, Linda Hamilton come Sarah Connor, Edward Furlong come John Connor e Robert Patrick come T-1000. 
Lo spettacolo è stato presentato in due parti; un pre-show in cui un'host dell'azienda Cyberdyne Systems mostra agli ospiti una breve presentazione video sulle innovazioni dell'azienda e lo spettacolo principale, in cui gli artisti dal vivo interagiscono con un film 3D.

### Pandora: The World of Avatar

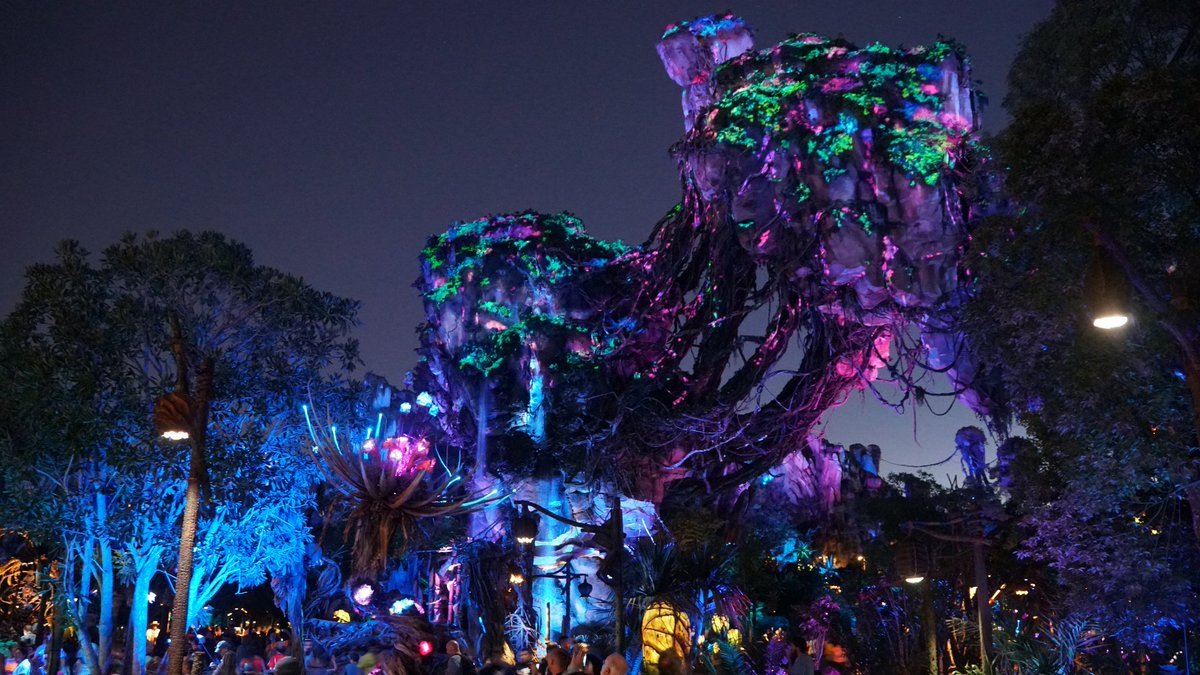
Visuale notturna di Pandora: The World of Avatar

Pandora: The World of Avatar è un'area a tema ispirata film Avatar, situata all'interno del parco a tema Disney's Animal Kingdom al Walt Disney World Resort a Bay Lake, in Florida, vicino a Orlando inaugurata il 27 maggio 2017. 
Ambientata una generazione dopo gli eventi dei film di Avatar, l'area si basa sulla luna esoplanetaria immaginaria, Pandora, e presenta le montagne galleggianti di Pandora, la fauna selvatica aliena e le piante bioluminescenti.
Con una superficie di 12 acri (4,9 ettari), Pandora: The World of Avatar comprende due principali attrazioni, Avatar Flight of Passage e Na'vi River Journey, oltre a negozi al dettaglio e ristoranti.

## Filmografia

### Regista
- Xenogenesis - cortometraggio (1978)
- Piraña paura (Piranha Part Two: The Spawning) (1982)
- Terminator (The Terminator) (1984)
- Aliens - Scontro finale (Aliens) (1986)
- The Abyss (1989)
- Terminator 2 - Il giorno del giudizio (Terminator 2: Judgment Day) (1991)
- True Lies (1994)
- T2 3-D: Battle Across Time - cortometraggio (1996)
- Titanic (1997)
- Avatar (2009)
- Avatar - La via dell'acqua (Avatar: The Way of Water) (2022)
- Avatar - Fuoco e cenere (Avatar: Fire and Ash) (2025)

#### Documentari
- This Time It's War (1985)
- Expedition: Bismarck (2002)
- Ghosts of the Abyss (2003)
- Aliens of the Deep (2005)
- Deepsea Challenge 3D, co-regia con John Bruno, Ray Quint e Andrew Wight (2014)
- Arnold, miniserie TV, regia di Leslie Chilcott (2023)

#### Televisione
- Reach (1988)
- Earthship.TV – film TV (2001)
- Dark Angel – serie TV, episodio 2x21 (2002)
- Entourage – serie TV (2004)

### Sceneggiatore
- Xenogenesis (1978)
- Terminator (The Terminator) (1984)
- Rambo II: la vendetta (Rambo: First Blood Part II), regia di George Pan Cosmatos (1985)
- Aliens - Scontro finale (Aliens) (1986)
- Alien Nation, regia di Graham Baker (1988) (non accreditato)
- The Abyss (1989)
- Terminator 2 - Il giorno del giudizio (Terminator 2: Judgment Day) (1991)
- True Lies (1994)
- Strange Days, regia di Kathryn Bigelow (1995)
- Titanic (1997)
- Dark Angel (2000-2002) – Serie TV
- Avatar (2009)
- Alita - Angelo della battaglia (Alita: Battle Angel), regia di Robert Rodriguez (2019)
- Terminator - Destino oscuro (Terminator: Dark Fate), regia di Tim Miller (2019) – soggetto
- Avatar - La via dell'acqua (Avatar: The Way of Water) (2022)

### Produttore
- Point Break - Punto di rottura (Point Break), regia di Kathryn Bigelow (1991)
- Titanic (1997)
- Dark Angel (2000-2002) – Serie TV
- Solaris, regia di Steven Soderbergh (2002)
- Ghosts of the Abyss (2003) – Documentario
- Aliens of the Deep (2005) – Documentario
- Avatar (2009)
- Sanctum 3D (2011)
- Cirque du Soleil 3D: Mondi lontani (Cirque du Soleil: Worlds Away) (2012)
- Deepsea Challenge 3D, regia di John Bruno, Ray Quint e Andrew Wight (2014)
- Alita - Angelo della battaglia (Alita: Battle Angel), regia di Robert Rodriguez (2019)
- Terminator - Destino oscuro (Terminator: Dark Fate), regia di Tim Miller (2019)
- Avatar - La via dell'acqua (Avatar: The Way of Water) (2022)

### Montatore
- Titanic (1997)
- Avatar (2009)
- Avatar - La via dell'acqua (Avatar: The Way of Water) (2022)

### Altro
- I magnifici sette nello spazio (1980) di Jimmy T. Murakami - scenografo, addetto alla fotografia e alle miniature
- 1997: Fuga da New York (1981) di John Carpenter - responsabile degli effetti speciali fotografici
- Il pianeta del terrore (1981) di Bruce D. Clark - scenografo e regista delle seconde unità
- Android - Molto più che umano (1982) di Aaron Lipstadt - consulente per il design
- Apollo 13 (1995) di Ron Howard - consulente per gli effetti speciali; non accreditato

## Doppiatori italiani
- Marco Mete in Aliens of the Deep, Arnold
- Danilo De Girolamo in Ghosts of the Abyss

## Riconoscimenti
- Premio Oscar
  - 1998 - Miglior film per Titanic

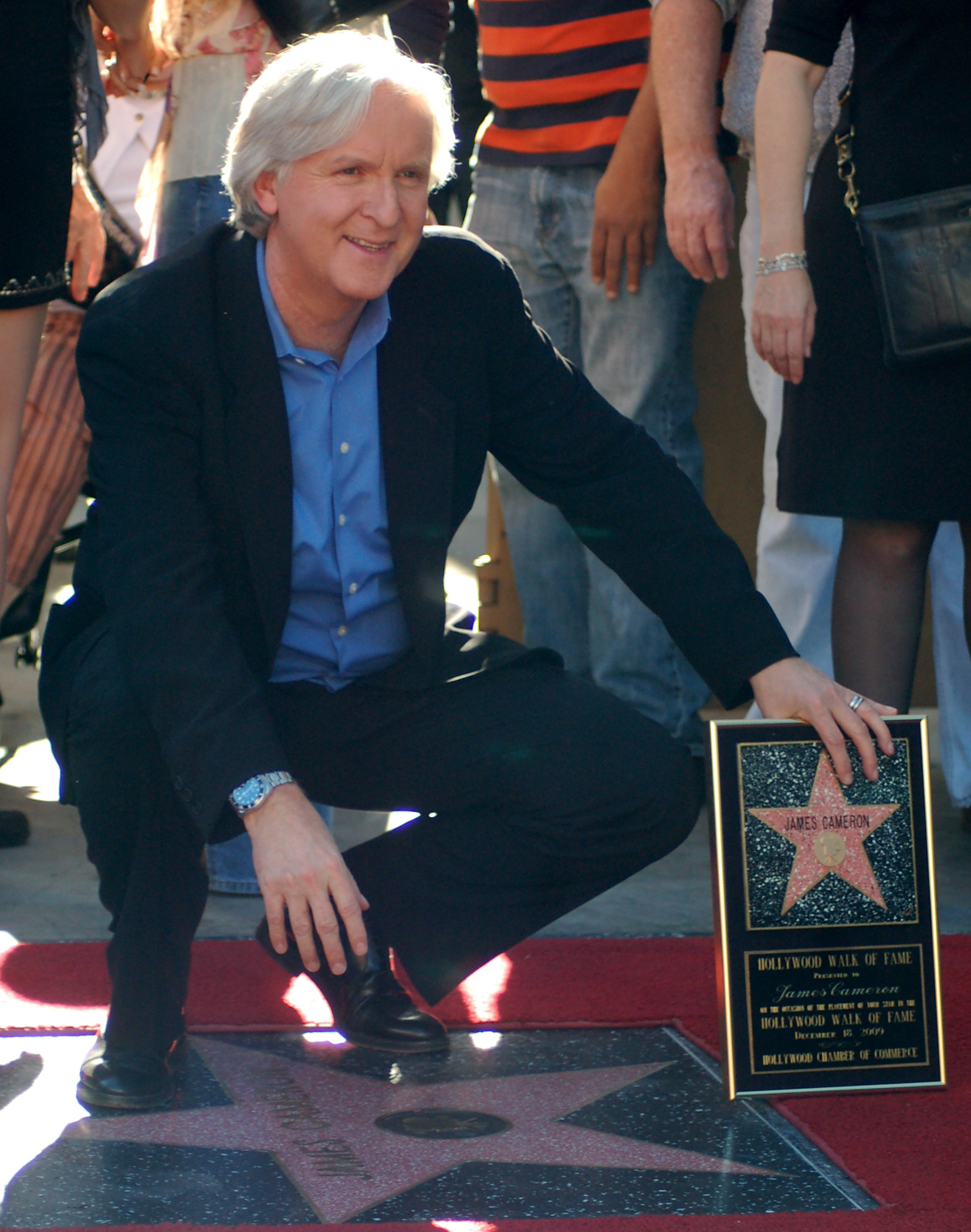
James Cameron mentre riceve la stella sulla Hollywood Walk of Fame nel dicembre 2009

  - 1998 - Miglior regista per Titanic
  - 1998 - Miglior montaggio per Titanic
  - 2010 - Candidatura al miglior film per Avatar
  - 2010 - Candidatura al miglior regista per Avatar
  - 2010 - Candidatura al miglior montaggio per Avatar
  - 2023 - Candidatura al miglior film per Avatar - La via dell'acqua

### Golden Globe
- 1998: 
  - Miglior regista per Titanic
  - Candidatura per la migliore sceneggiatura per Titanic
- 2010: 
  - Miglior regista per Avatar
- 2023
  - Candidatura per la Miglior regista per Avatar - La via dell'acqua

### Premio BAFTA
- 1998: 
  - Candidatura per miglior film per Titanic
  - Candidatura per la miglior regista per Titanic
  - Candidatura per il miglior montaggio per Titanic
- 2010
  - Candidatura per miglior film per Avatar
  - Candidatura per la miglior regista per Avatar
  - Candidatura per il miglior montaggio per Avatar

### Awards of the Japanese Academy
- - Candidatura per miglior film in lingua straniera per Aliens - Scontro finale 
  - Candidatura per miglior film in lingua straniera per Terminator 2 - Il giorno del giudizio 
  - Candidatura per miglior film in lingua straniera per True Lies 
  - Candidatura per miglior film in lingua straniera per Avatar

### David di Donatello
- 2010: 
  - Candidatura per il miglior film straniero per Avatar

### Premio César
- 1999:
  - Candidatura Miglior film straniero per Titanic
- 2010: 
  - Candidatura Miglior film straniero per Avatar
- Razzie Awards
  - 1985 – Peggior sceneggiatura per Rambo 2 – La vendetta
- Saturn Award
  - 1985 – Miglior film di fantascienza per Terminator
  - 1985 – Miglior sceneggiatura per Terminator
  - 1987 – Miglior film di fantascienza per Aliens – Scontro finale
  - 1987 – Miglior regia per Aliens – Scontro finale
  - 1987 – Migliore sceneggiatura per Aliens – Scontro finale
  - 1991 – Migliore regia per The Abyss
  - 1991 – Candidatura Miglior film di fantascienza per The Abyss
  - 1991 – Candidatura Migliore sceneggiatura per The Abyss
  - 1992 – Miglior film di fantascienza per Terminator 2 – Il giorno del giudizio
  - 1992 – Migliore regia per Terminator 2 – Il giorno del giudizio
  - 1992 – Candidatura al migliore sceneggiatura per Terminator 2 – Il giorno del giudizio
  - 1995 – Miglior regia per True Lies
  - 1995 – Nomination Miglior film d'azione per True Lies
  - 1998 – Nomination Miglior film d'azione/di avventura/thriller per Titanic
  - 2010 – Miglior film di fantascienza per Avatar
  - 2010 – Miglior regia per Avatar
  - 2010 – Miglior sceneggiatura per Avatar
- Festival internazionale del film fantastico di Avoriaz
  - 1985 - Grand Prix per Terminator
- Premio Hugo
  - 1987 – Miglior rappresentazione drammatica per Aliens – Scontro finale
  - 1992 – Miglior rappresentazione drammatica per Terminator 2 – Il giorno del giudizio
  - 2010 – Miglior rappresentazione drammatica (forma lunga) per Avatar
- Kinema Junpo Awards
  - 1987 – Readers' Choice Award al miglior film straniero per Aliens – Scontro finale
- Online Film & Television Association
  - 1998 – Miglior film per Titanic
  - 1998 – Miglior film drammatico per Titanic
  - 1998 – Miglior montaggio per Titanic
  - 1998 – Nomination miglior sceneggiatura originale per Titanic
  - 2010 – Candidatura al miglior regista per Avatar
  - 2016 – Miglior film per Titanic
  - 2017 – Miglior film per Aliens – Scontro finale
- MTV Movie Award
  - 1992 – Miglior film per Terminator 2 – Il giorno del giudizio
  - 1992 – Miglior sequenza d'azione per Terminator 2 – Il giorno del giudizio
  - 1998 – Miglior film per Titanic
  - 2010 – Candidatura al miglior film per Avatar
- Florida Film Critics Circle Award
  - 1997 – Special Achievement Award (per la versione 3D) per Terminator 2 – Il giorno del giudizio
  - 1998 – Miglior film per Titanic
- Golden Screen
  - 1992 – Golden Screen Award per Terminator 2 – Il giorno del giudizio
  - 1998 – Golden Screen per Titanic
  - 1998 -Premio Speciale per Titanic
  - 1998 – Golden Screen con 1 stella per Titanic
  - 1998 – Golden Screen con 2 stelle per Titanic
  - 1998 – Golden Screen con 3 stelle per Titanic
  - 1999 – Premio Speciale per Titanic
- Mainichi Film Concours
  - 1992 – Miglior film straniero per Terminator 2 – Il giorno del giudizio
  - 1999 – Miglior film straniero per Titanic
- People's Choice Awards
  - 1992 – Miglior film per Terminator 2 – Il giorno del giudizio
  - 1999 – Miglior film per Titanic
  - 1999 – Miglior film drammatico per Titanic
  - 2001 – Nuova serie televisiva drammatica preferita dal pubblico per Dark Angel
- Science Fiction and Fantasy Writers of America
  - 1992 – Bradbury Award per Terminator 2 – Il giorno del giudizio
- Eddie Award
  - 1995 – Nomination Miglior montatore in un film commedia o musicale per True Lies
  - 1998 – Miglior montaggio per Titanic
  - 2010 – Candidatura al miglior montaggio in un film drammatico per Avatar
- Huabiao Awards
  - 1996 – Miglior film straniero tradotto per True Lies
- Chicago Film Critics Association Award
  - 1997 – Nomination miglior film per Titanic
  - 1997 – Nomination migliore regia per Titanic
- Empire Award
  - 1999 – Miglior film per Titanic
  - 2010 – Miglior film per Avatar
  - 2010 – Miglior regista per Avatar
  - 2010 – Nomination miglior film fantasy per Avatar
- Kansas City Film Critics Circle Award
  - 1998 – Miglior film per Titanic
  - 1998 – Migliore regia per Titanic
- National Board of Review of Motion Pictures
  - 1997 – Premio Speciale (per gli effetti tecnici) per Titanic
- Satellite Award
  - 1997 – Miglior film drammatico per Titanic
  - 1997 – Migliore regia per Titanic
  - 1997 – Miglior montaggio per Titanic
  - 1997 – Nomination migliore sceneggiatura originale per Titanic
- Premio Amanda
  - 1998 – Miglior film straniero per Titanic
- Bogey Award
  - 1998 – Bogey Award in Titanio per Titanic
- Critics' Choice Movie Award
  - 1998 – Migliore regia per Titanic
  - 1998 – Nomination Miglior film per Titanic
  - 2010 – Miglior film d'azione per Avatar
  - 2010 – Candidatura al miglior film per Avatar
  - 2010 – Candidatura al miglior regista per Avatar
- London Critics Circle Film Award
  - 1999 – Nomination film dell'anno per Titanic
  - 1999 – Nomination regista dell'anno per Titanic
  - 2010 – Nomination film dell'anno per Avatar
  - 2010 – Nomination regista dell'anno per Avatar
- New York Film Critics Circle Awards
  - 1997 – Nomination Miglior film per Titanic
- Southeastern Film Critics Association Awards
  - 1999 – Nomination miglior film per Titanic
  - 1999 – Candidatura al migliore regia per Titanic
- Ciak d'oro
  - 1998 – Miglior film straniero per Titanic
- Dallas-Fort Worth Film Critics Association Award
  - 1998 – Migliore regia per Titanic
  - 1998 – Candidatura al miglior film per Titanic
- DGA Award
  - 1998 – Migliore regia per Titanic
- Kids' Choice Award
  - 1998 – Miglior film per Titanic
- PGA Award
  - 1998 – Miglior produttore per Titanic
- WGA Award
  - 1998 – Candidatura al miglior sceneggiatura originale per Titanic
- Awards Circuit Community Awards
  - 1997 – Migliore regia per Titanic
  - 1997 – Miglior montaggio per Titanic
  - 1997 – Candidatura al miglior sceneggiatura originale per Titanic
- Blue Ribbon Award
  - 1998 – Miglior film straniero per Titanic
- Czech Lions
  - 1998 – Box Office Award per Titanic
- International Monitor Award
  - 1999 – Premio per la correzione del colore per Titanic
- Jupiter Award
  - 1998 – Miglior film internazionale per Titanic
  - 1998 – Miglior regista internazionale per Titanic
- Mexican Cinema Journalists
  - 1998 – Miglior film straniero per Titanic
- Online Film Critics Society Award
  - 1998 – Migliori dieci film per Titanic
  - 1998 – Migliore regia per Titanic
  - 1998 – Candidatura al miglior film per Titanic
- Publicists Guild of America
  - 1998 – Maxwell Weinberg Award per Titanic
- Russian Guild of Film Critics
  - 1998 – Candidatura al miglior film straniero per Titanic
- Society of Texas Film Critics Awards
  - 1997 – Candidatura al miglior film per Titanic
  - 1997 – Candidatura al migliore regia per Titanic
- Toronto Film Critics Association Awards
  - 1998 – Candidatura al migliore regia per Titanic
- Austin Film Critics Award
  - 2009 – Candidatura al miglior film per Avatar
- San Diego Film Critics Society Awards
  - 2010 – Candidatura al miglior regista per Titanic
- Cinema Brazil Grand Prize
  - 2010 – Premio del pubblico al miglior film straniero per Avatar
  - 2010 – Candidatura al miglior film straniero per Avatar
- Dallas-Fort Worth Film Critics Association
  - 2010 – Candidatura al miglior film per Avatar
- David di Donatello
  - 2010 – Nomination miglior film straniero per Avatar
- Directors Guild of America
  - 2010 – Candidatura al miglior regista per Avatar
- Environmental Media Awards
  - 2010 – Miglior film per Avatar
- Irish Film and Television Award
  - 2010 – Candidatura al miglior film internazionale per Avatar
- Nastro d'argento
  - 2010 – Migliore film in 3D per Avatar
- Nikkan Sports Film Awards
  - 2010 – Film più popolare per Avatar
- Producers Guild of America Awards
  - 2010 – Nomination produttori dell'anno per Avatar
- Rembrandt Awards
  - 2010 – Miglior film internazionale per Avatar
- Teen Choice Award
  - 2010 – Miglior film sci-fi per Avatar
- Writers Guild of America
  - 2010 – Candidatura al miglior sceneggiatura originale per Avatar
- SFX Awards
  - 2011 – Candidatura al miglior film per Avatar
  - 2011 – Candidatura al miglior regista per Avatar